# CEV Champions League 2014-2015 (femminile)
La CEV Champions League 2014-2015 si è svolta dall'11 novembre 2014 al 5 aprile 2015: al torneo hanno partecipato venti squadre di club europee e la vittoria è andata per la prima volta all'Eczacıbaşı.

## Formula

### Sistema di qualificazione
In base alla Ranking List 2014 ogni federazione affiliata alla CEV ha potuto schierare un certo numero di club: 
- Posizioni 1-2 ( Turchia,  Russia): 3 squadre;
- Posizioni 3-7 ( Italia,  Azerbaigian,  Francia,  Polonia,  Germania): 2 squadre;
- Posizioni 8-16 ( Svizzera,  Romania,  Serbia,  Rep. Ceca,  Austria,  Belgio): 1 squadre.

In origine inoltre era prevista l'assegnazione di due wild card, ma a causa della rinuncia di una società tedesca, austriaca e belga, il numero di squadre partecipanti è sceso da 24 a 20 ed è stata assegnata una wild card, alla Finlandia.

### Regolamento
Le squadre hanno disputato una prima fase a gironi con formula del girone all'italiana con gare di andata e ritorno; al termine della prima fase:
- Le prime due classificate di ogni girone, più le due migliori terze classificate (tuttavia, essendo la squadra ospitante la Final Four scelta tra queste e già qualificata alle semifinali, viene ripescata la terza migliore terza classificata), hanno disputato play-off a 12, play-off a 6, tutti giocati con gare di andata e ritorno (nel caso in cui la partita di andata termini con il punteggio di 3-0 o 3-1 e quella di ritorno indifferentemente con il punteggio di 3-0 o 3-1 oppure entrambe le partite terminino con il punteggio di 3-2 viene disputato un golden set), semifinali, finale per il terzo posto e finale.
- Le due peggiori terze qualificate, più la due migliori quarte classificate, hanno acceduto alla Coppa CEV 2014-15[3].

## Squadre partecipanti
| - Azəryol - Rabitə Baku - Viesti Salo - Nantes - RC Cannes - Dresdner - Busto Arsizio - River - Chemik Police - Impel | - Prostějov - Știința Bacău - Dinamo-Kazan - Dinamo Mosca - Omička - Partizan - Volero Zurigo - Eczacıbaşı - Fenerbahçe - VakıfBank |

## Torneo

### Fase a gironi
I gironi sono stati sorteggiati a Vienna il 27 giugno 2014.
| Girone A      | Girone B      | Girone C      | Girone D      | Girone E  |
| ------------- | ------------- | ------------- | ------------- | --------- |
| Rabitə Baku   | Știința Bacău | Busto Arsizio | Impel         | Partizan  |
| Dinamo-Kazan  | Azəryol       | Dresdner      | Eczacıbaşı    | RC Cannes |
| Chemik Police | Fenerbahçe    | Dinamo Mosca  | Omička        | VakıfBank |
| Prostějov     | Nantes        | Viesti Salo   | Volero Zurigo | River     |

#### Girone A

##### Risultati
| 13 novembre 2014 Centr volejbola Sankt-Peterburg, Kazan' Durata: 1h:16 - Spettatori: 2 000 | Dinamo-Kazan  | 3 - 0 | Prostějov     | 25-21, 25-15, 26-24               |
| 12 novembre 2014 Hala Widowiskowo-Sportowa, Stettino Durata: 1h:17 - Spettatori: 4 500     | Chemik Police | 3 - 0 | Rabitə Baku   | 25-22, 25-19, 25-18               |
| 26 novembre 2014 Sarhadchi Sport Olympic Center, Baku Durata: 2h:16 - Spettatori: 1 800    | Rabitə Baku   | 3 - 2 | Dinamo-Kazan  | 22-25, 23-25, 28-26, 25-21, 15-9  |
| 26 novembre 2014 Sportcentrum, Prostějov Durata: 1h:18 - Spettatori: 1 500                 | Prostějov     | 0 - 3 | Chemik Police | 23-25, 22-25, 19-25               |
| 10 dicembre 2014 Centr volejbola Sankt-Peterburg, Kazan' Durata: 1h:59 - Spettatori: 1 500 | Dinamo-Kazan  | 3 - 2 | Chemik Police | 25-13, 20-25, 26-24, 23-25, 15-10 |
| 10 dicembre 2014 Sportcentrum, Prostějov Durata: 2h:02 - Spettatori: 1 100                 | Prostějov     | 3 - 2 | Rabitə Baku   | 25-19, 23-25, 27-25, 17-25, 15-13 |
| 15 gennaio 2015 Sarhadchi Sport Olympic Center, Baku Durata: 1h:40 - Spettatori: 1 950     | Rabitə Baku   | 3 - 1 | Prostějov     | 25-21, 25-12, 23-25, 25-15        |
| 14 gennaio 2015 Hala Widowiskowo-Sportowa, Stettino Durata: 1h:38 - Spettatori: 5 055      | Chemik Police | 3 - 1 | Dinamo-Kazan  | 16-25, 25-14, 25-19, 25-14        |
| 20 gennaio 2015 Hala Widowiskowo-Sportowa, Stettino Durata: 1h:57 - Spettatori: 4 136      | Chemik Police | 2 - 3 | Prostějov     | 25-11, 20-25, 25-17, 22-25, 12-15 |
| 22 gennaio 2015 Centr volejbola Sankt-Peterburg, Kazan' Durata: 1h:10 - Spettatori: 1 500  | Dinamo-Kazan  | 3 - 0 | Rabitə Baku   | 25-21, 25-10, 25-14               |
| 28 gennaio 2015 Sarhadchi Sport Olympic Center, Baku Durata: 2h:02 - Spettatori: 1 900     | Rabitə Baku   | 2 - 3 | Chemik Police | 25-27, 25-18, 16-25, 25-16, 10-15 |
| 28 gennaio 2015 Sportcentrum, Prostějov Durata: 1h:40 - Spettatori: 1400                   | Prostějov     | 3 - 1 | Dinamo-Kazan  | 25-19, 25-22, 16-25, 25-17        |

##### Classifica
| Pos | Squadra       | Pt | G | V | P | SV | SP | Ratio | PF  | PS  | Ratio |
| --- | ------------- | -- | - | - | - | -- | -- | ----- | --- | --- | ----- |
| 1.  | Chemik Police | 13 | 6 | 4 | 2 | 16 | 9  | 1,777 | 543 | 506 | 1,073 |
| 2.  | Dinamo-Kazan  | 9  | 6 | 3 | 3 | 13 | 11 | 1,181 | 529 | 497 | 1,064 |
| 3.  | Prostějov     | 7  | 6 | 3 | 3 | 10 | 14 | 0,714 | 488 | 543 | 0,898 |
| 4.  | Rabitə Baku   | 7  | 6 | 2 | 4 | 10 | 15 | 0,666 | 523 | 537 | 0,973 |

#### Girone B

##### Risultati
| 12 novembre 2014 A.Y.S. Sport Hall, Baku Durata: 1h:57 - Spettatori: 900             | Azəryol       | 3 - 2 | Nantes        | 25-17, 18-25, 18-25, 25-16, 20-18 |
| 13 novembre 2014 Sala Sporturilor, Bacău Durata: 1h:12 - Spettatori: 1 200           | Știința Bacău | 0 - 3 | Fenerbahçe    | 13-25, 16-25, 21-25               |
| 26 novembre 2014 Burhan Felek Spor Salonu, Istanbul Durata: 1h:46 - Spettatori: 800  | Fenerbahçe    | 3 - 1 | Azəryol       | 25-21, 25-20, 19-25, 25-16        |
| 26 novembre 2014 Complexe Sportif Beaulieu, Nantes Durata: 1h:20 - Spettatori: 1 900 | Nantes        | 3 - 0 | Știința Bacău | 25-18, 27-25, 25-10               |
| 10 dicembre 2014 A.Y.S. Sport Hall, Baku Durata: 1h:12 - Spettatori: 1 100           | Azəryol       | 3 - 0 | Știința Bacău | 27-25, 25-10, 25-23               |
| 9 dicembre 2014 Complexe Sportif Beaulieu, Nantes Durata: 1h:10 - Spettatori: 2 200  | Nantes        | 0 - 3 | Fenerbahçe    | 15-25, 19-25, 15-25               |
| 14 gennaio 2015 Burhan Felek Spor Salonu, Istanbul Durata: 1h:09 - Spettatori: 850   | Fenerbahçe    | 3 - 0 | Nantes        | 25-15, 25-14, 25-14               |
| 14 gennaio 2015 Sala Sporturilor, Bacău Durata: 1h:10 - Spettatori: 820              | Știința Bacău | 0 - 3 | Azəryol       | 22-25, 14-25, 18-25               |
| 21 gennaio 2015 Sala Sporturilor, Bacău Durata: 1h:43 - Spettatori: 800              | Știința Bacău | 3 - 1 | Nantes        | 25-20, 25-14, 16-25, 25-19        |
| 21 gennaio 2015 A.Y.S. Sport Hall, Baku Durata: 1h:20 - Spettatori: 1 900            | Azəryol       | 0 - 3 | Fenerbahçe    | 20-25, 15-25, 24-26               |
| 28 gennaio 2015 Burhan Felek Spor Salonu, Istanbul Durata: 1h:09 - Spettatori: 450   | Fenerbahçe    | 3 - 0 | Știința Bacău | 25-16, 25-11, 25-13               |
| 28 gennaio 2015 Complexe Sportif Beaulieu, Nantes Durata: 1h:14 - Spettatori: 1 700  | Nantes        | 0 - 3 | Azəryol       | 12-25, 25-27, 17-25               |

##### Classifica
| Pos | Squadra       | Pt | G | V | P | SV | SP | Ratio  | PF  | PS  | Ratio |
| --- | ------------- | -- | - | - | - | -- | -- | ------ | --- | --- | ----- |
| 1.  | Fenerbahçe    | 18 | 6 | 6 | 0 | 18 | 1  | 18,000 | 470 | 323 | 1,455 |
| 2.  | Azəryol       | 11 | 6 | 4 | 2 | 13 | 8  | 1,625  | 476 | 437 | 1,089 |
| 3.  | Nantes        | 4  | 6 | 1 | 5 | 6  | 15 | 0,400  | 402 | 477 | 0,842 |
| 4.  | Știința Bacău | 3  | 6 | 1 | 5 | 3  | 16 | 0,187  | 346 | 457 | 0,757 |

#### Girone C

##### Risultati
| 12 novembre 2014 PalaYamamay, Busto Arsizio Durata: 1h:18 - Spettatori: 2 319 | Busto Arsizio | 3 - 0 | Viesti Salo   | 25-19, 25-20, 25-12               |
| 12 novembre 2014 Margon Arena, Dresda Durata: 2h:11 - Spettatori: 3 000       | Dresdner      | 3 - 2 | Dinamo Mosca  | 22-25, 23-25, 25-19, 25-20, 18-16 |
| 26 novembre 2014 USZ Družba, Mosca Durata: 1h:45 - Spettatori: 1 700          | Dinamo Mosca  | 3 - 1 | Busto Arsizio | 22-25, 25-21, 25-15, 25-19        |
| 27 novembre 2014 Salohalli, Salo Durata: 2h:09 - Spettatori: 1 300            | Viesti Salo   | 3 - 2 | Dresdner      | 25-20, 18-25, 22-25, 25-23, 11-15 |
| 10 dicembre 2014 PalaYamamay, Busto Arsizio Durata: 1h:18 - Spettatori: 2 368 | Busto Arsizio | 3 - 0 | Dresdner      | 25-15, 25-16, 25-20               |
| 9 dicembre 2014 Salohalli, Salo Durata: 1h:19 - Spettatori: 1 555             | Viesti Salo   | 1 - 3 | Dinamo Mosca  | 25-23, 16-25, 22-25, 16-25        |
| 13 gennaio 2015 USZ Družba, Mosca Durata: 1h:41 - Spettatori: 1 400           | Dinamo Mosca  | 3 - 1 | Viesti Salo   | 25-16, 18-25, 25-21, 25-20        |
| 14 gennaio 2015 Margon Arena, Dresda Durata: 1h:21 - Spettatori: 3 000        | Dresdner      | 0 - 3 | Busto Arsizio | 21-25, 18-25, 20-25               |
| 21 gennaio 2015 Margon Arena, Dresda Durata: 1h:40 - Spettatori: 3 000        | Dresdner      | 3 - 1 | Viesti Salo   | 23-25, 25-21, 25-12, 25-17        |
| 21 gennaio 2015 PalaYamamay, Busto Arsizio Durata: 2h:07 - Spettatori: 3 075  | Busto Arsizio | 2 - 3 | Dinamo Mosca  | 22-25, 25-16, 20-25, 25-20, 13-15 |
| 28 gennaio 2015 USZ Družba, Mosca Durata: 1h:20 - Spettatori: 1 300           | Dinamo Mosca  | 3 - 0 | Dresdner      | 25-17, 25-21, 25-18               |
| 28 gennaio 2015 Salohalli, Salo Durata: 2h:14 - Spettatori: 1 300             | Viesti Salo   | 2 - 3 | Busto Arsizio | 26-28, 25-18, 25-19, 14-25, 16-18 |

##### Classifica
| Pos | Squadra       | Pt | G | V | P | SV | SP | Ratio | PF  | PS  | Ratio |
| --- | ------------- | -- | - | - | - | -- | -- | ----- | --- | --- | ----- |
| 1.  | Dinamo Mosca  | 15 | 6 | 5 | 1 | 17 | 8  | 2,125 | 569 | 515 | 1,104 |
| 2.  | Busto Arsizio | 12 | 6 | 4 | 2 | 15 | 8  | 1,875 | 518 | 465 | 1,114 |
| 3.  | Dresdner      | 7  | 6 | 3 | 3 | 9  | 14 | 0,642 | 485 | 506 | 0,958 |
| 4.  | Viesti Salo   | 2  | 6 | 0 | 6 | 7  | 18 | 0,388 | 494 | 580 | 0,851 |

#### Girone D

##### Risultati
| 13 novembre 2014 Saalsporthalle, Zurigo Durata: 1h:23 - Spettatori: 870             | Volero Zurigo | 3 - 0 | Impel         | 25-19, 25-9, 25-20                |
| 12 novembre 2014 Burhan Felek Spor Salonu, Istanbul Durata: 1h:10 - Spettatori: 800 | Eczacıbaşı    | 3 - 0 | Omička        | 25-18, 25-18, 25-23               |
| 27 novembre 2014 Blinov S&C Complex, Omsk Durata: 2h:08 - Spettatori: 3 450         | Omička        | 2 - 3 | Volero Zurigo | 22-25, 22-25, 26-24, 25-21, 11-15 |
| 25 novembre 2014 Hala Orbita, Breslavia Durata: 1h:28 - Spettatori: 1 500           | Impel         | 0 - 3 | Eczacıbaşı    | 29-31, 16-25, 21-25               |
| 11 dicembre 2014 Saalsporthalle, Zurigo Durata: 1h:51 - Spettatori: 1 630           | Volero Zurigo | 1 - 3 | Eczacıbaşı    | 25-20, 23-25, 16-25, 25-27        |
| 9 dicembre 2014 Hala Orbita, Breslavia Durata: 1h:25 - Spettatori: 1 100            | Impel         | 0 - 3 | Omička        | 20-25, 24-26, 18-25               |
| 14 gennaio 2015 Blinov S&C Complex, Omsk Durata: 1h:44 - Spettatori: 2 400          | Omička        | 3 - 1 | Impel         | 25-14, 25-23, 24-26, 25-21        |
| 13 gennaio 2015 Burhan Felek Spor Salonu, Istanbul Durata: 1h:20 - Spettatori: 820  | Eczacıbaşı    | 0 - 3 | Volero Zurigo | 23-25, 22-25, 16-25               |
| 22 gennaio 2015 Burhan Felek Spor Salonu, Istanbul Durata: 1h:39 - Spettatori: 350  | Eczacıbaşı    | 3 - 1 | Impel         | 25-19, 21-25, 25-10, 25-16        |
| 22 gennaio 2015 Saalsporthalle, Zurigo Durata: 1h:12 - Spettatori: 1 700            | Volero Zurigo | 3 - 0 | Omička        | 25-15, 25-17, 25-17               |
| 28 gennaio 2015 Blinov S&C Complex, Omsk Durata: 1h:42 - Spettatori: 3 200          | Omička        | 1 - 3 | Eczacıbaşı    | 16-25, 25-23, 16-25, 19-25        |
| 28 gennaio 2015 Hala Orbita, Breslavia Durata: 1h:48 - Spettatori: 650              | Impel         | 1 - 3 | Volero Zurigo | 22-25, 25-19, 22-25, 15-25        |

##### Classifica
| Pos | Squadra       | Pt | G | V | P | SV | SP | Ratio | PF  | PS  | Ratio |
| --- | ------------- | -- | - | - | - | -- | -- | ----- | --- | --- | ----- |
| 1.  | Eczacıbaşı    | 15 | 6 | 5 | 1 | 15 | 6  | 2,500 | 508 | 435 | 1,167 |
| 2.  | Volero Zurigo | 14 | 6 | 5 | 1 | 16 | 6  | 2,666 | 518 | 445 | 1,164 |
| 3.  | Omička        | 7  | 6 | 2 | 4 | 9  | 13 | 0,692 | 465 | 504 | 0,922 |
| 4.  | Impel         | 0  | 6 | 0 | 6 | 3  | 18 | 0,166 | 414 | 521 | 0,794 |

#### Girone E

##### Risultati
| 13 novembre 2014 Burhan Felek Spor Salonu, Istanbul Durata: 1h:10 - Spettatori: ?     | VakıfBank | 3 - 0 | Partizan  | 25-18, 25-10, 25-19               |
| 12 novembre 2014 Palais des Victoires, Cannes Durata: 2h:09 - Spettatori: 2 500       | RC Cannes | 3 - 2 | River     | 16-25, 25-21, 15-25, 25-23, 15-12 |
| 26 novembre 2014 PalaBanca, Piacenza Durata: 1h:08 - Spettatori: 1 680                | River     | 0 - 3 | VakıfBank | 12-25, 14-25, 18-25               |
| 25 novembre 2014 Šumice Sport Center, Belgrado Durata: 1h:59 - Spettatori: 600        | Partizan  | 2 - 3 | RC Cannes | 22-25, 25-18, 25-19, 20-25, 12-15 |
| 11 dicembre 2014 Burhan Felek Spor Salonu, Istanbul Durata: 1h:59 - Spettatori: 1 550 | VakıfBank | 1 - 3 | RC Cannes | 23-25, 25-23, 24-26, 25-27        |
| 9 dicembre 2014 Šumice Sport Center, Belgrado Durata: 1h:11 - Spettatori: 1 200       | Partizan  | 0 - 3 | River     | 15-25, 16-25, 20-25               |
| 14 gennaio 2015 PalaBanca, Piacenza Durata: 1h:35 - Spettatori: 1 850                 | River     | 3 - 1 | Partizan  | 22-25, 25-16, 25-22, 25-18        |
| 13 gennaio 2015 Palais des Victoires, Cannes Durata: 1h:12 - Spettatori: 2 850        | RC Cannes | 0 - 3 | VakıfBank | 11-25, 22-25, 12-25               |
| 21 gennaio 2015 Palais des Victoires, Cannes Durata: 2h:04 - Spettatori: 2 100        | RC Cannes | 3 - 2 | Partizan  | 23-25, 25-13, 25-22, 21-25, 18-16 |
| 21 gennaio 2015 Burhan Felek Spor Salonu, Istanbul Durata: 2h:07 - Spettatori: 850    | VakıfBank | 3 - 2 | River     | 19-25, 22-25, 25-14, 25-13, 21-19 |
| 28 gennaio 2015 PalaBanca, Piacenza Durata: 1h:17 - Spettatori: 2 130                 | River     | 3 - 0 | RC Cannes | 25-16, 25-18, 25-18               |
| 28 gennaio 2015 Šumice Sport Center, Belgrado Durata: 0h:59 - Spettatori: 1 250       | Partizan  | 0 - 3 | VakıfBank | 13-25, 11-25, 11-25               |

##### Classifica
| Pos | Squadra   | Pt | G | V | P | SV | SP | Ratio | PF  | PS  | Ratio |
| --- | --------- | -- | - | - | - | -- | -- | ----- | --- | --- | ----- |
| 1.  | VakıfBank | 14 | 6 | 5 | 1 | 16 | 5  | 3,200 | 509 | 368 | 1,383 |
| 2.  | River     | 11 | 6 | 3 | 3 | 13 | 10 | 1,300 | 493 | 467 | 1,055 |
| 3.  | RC Cannes | 9  | 6 | 4 | 2 | 12 | 13 | 0,923 | 508 | 558 | 0,910 |
| 4.  | Partizan  | 2  | 6 | 0 | 6 | 5  | 18 | 0,277 | 419 | 536 | 0,781 |

### Play-off a 12

#### Andata
| 10 febbraio 2015 Centr volejbola Sankt-Peterburg, Kazan' Durata: 2h:10 - Spettatori: 3 200 | Dinamo-Kazan | 2 - 3 | VakıfBank     | 26-24, 21-25, 20-25, 27-25, 7-15 |
| 11 febbraio 2015 Margon Arena, Dresda Durata: 1h:20 - Spettatori: 3 000                    | Dresdner     | 0 - 3 | Fenerbahçe    | 23-25, 15-25, 15-25              |
| 11 febbraio 2015 Palais des Victoires, Cannes Durata: 1h:54 - Spettatori: 2 450            | RC Cannes    | 2 - 3 | Volero Zurigo | 25-21, 9-25, 25-16, 17-25, 5-15  |
| 10 febbraio 2015 Sportcentrum, Prostějov Durata: 1h:37 - Spettatori: 1 500                 | Prostějov    | 1 - 3 | Eczacıbaşı    | 25-18, 15-25, 14-25, 21-25       |
| 11 febbraio 2015 A.Y.S. Sport Hall, Baku Durata: 1h:50 - Spettatori: 1 480                 | Azəryol      | 1 - 3 | Busto Arsizio | 24-26, 21-25, 25-19, 14-25       |
| 11 febbraio 2015 PalaBanca, Piacenza Durata: 1h:25 - Spettatori: 1 450                     | River        | 0 - 3 | Dinamo Mosca  | 27-29, 18-25, 23-25              |

#### Ritorno
| 19 febbraio 2015 Burhan Felek Spor Salonu, Istanbul Durata: 1h:20 - Spettatori: 1 015 | VakıfBank     | 3 - 0 | Dinamo-Kazan | 25-22, 25-21, 25-14               |
| 18 febbraio 2015 Burhan Felek Spor Salonu, Istanbul Durata: 2h:06 - Spettatori: 800   | Fenerbahçe    | 2 - 3 | Dresdner     | 26-24, 24-26, 19-25, 25-18, 13-15 |
| 19 febbraio 2015 Saalsporthalle, Zurigo Durata: 1h:49 - Spettatori: 1 420             | Volero Zurigo | 3 - 1 | RC Cannes    | 25-14, 25-20, 25-27, 27-25        |
| 18 febbraio 2015 Burhan Felek Spor Salonu, Istanbul Durata: 1h:06 - Spettatori: 420   | Eczacıbaşı    | 3 - 0 | Prostějov    | 25-14, 25-14, 25-19               |
| 18 febbraio 2015 PalaYamamay, Busto Arsizio Durata: 2h:03 - Spettatori: 2 774         | Busto Arsizio | 2 - 3 | Azəryol      | 14-25, 26-24, 20-25, 25-18, 10-15 |
| 19 febbraio 2015 Dvorec sporta Dinamo, Mosca Durata: 1h:13 - Spettatori: 1 500        | Dinamo Mosca  | 3 - 0 | River        | 25-20, 25-16, 25-15               |

#### Squadre qualificate
- Busto Arsizio
- Dinamo Mosca
- Volero Zurigo
- Eczacıbaşı
- Fenerbahçe
- VakıfBank

### Play-off a 6

#### Andata
| 5 marzo 2015 Burhan Felek Spor Salonu, Istanbul Durata: 2h:00 - Spettatori: 4 680 | VakıfBank     | 3 - 1 | Fenerbahçe    | 25-23, 28-26, 19-25, 25-16 |
| 5 marzo 2015 Burhan Felek Spor Salonu, Istanbul Durata: 1h:20 - Spettatori: 2 375 | Eczacıbaşı    | 3 - 0 | Volero Zurigo | 25-21, 25-19, 25-22        |
| 5 marzo 2015 PalaYamamay, Busto Arsizio Durata: 1h:17 - Spettatori: 2 204         | Busto Arsizio | 3 - 0 | Dinamo Mosca  | 25-14, 25-22, 25-18        |

#### Ritorno
| 12 marzo 2015 Burhan Felek Spor Salonu, Istanbul Durata: 2h:11 - Spettatori: 3 400 | Fenerbahçe    | 3 - 2 | VakıfBank     | 25-20, 25-20, 21-25, 15-25, 15-12            |
| 12 marzo 2015 Saalsporthalle, Zurigo Durata: 2h:29 - Spettatori: 1 350             | Volero Zurigo | 3 - 1 | Eczacıbaşı    | 25-23, 24-26, 29-27, 25-19 Golden set: 12-15 |
| 12 marzo 2015 USZ Družba, Mosca Durata: 1h:20 - Spettatori: 1 200                  | Dinamo Mosca  | 0 - 3 | Busto Arsizio | 23-25, 19-25, 26-28                          |

#### Squadre qualificate
- Busto Arsizio
- Eczacıbaşı
- VakıfBank

### Final Four
|  | Semifinali    | Semifinali    | Semifinali    |               |            | Finale          | Finale          | Finale          |  |
|  |               |               |               |               |            |                 |                 |                 |  |
|  | VakıfBank     | VakıfBank     | 1             |               |            |                 |                 |                 |  |
|  | VakıfBank     | VakıfBank     | 1             |               |            |                 |                 |                 |  |
|  | Eczacıbaşı    | Eczacıbaşı    | 3             |               |            |                 |                 |                 |  |
|  | Eczacıbaşı    | Eczacıbaşı    | 3             |               | Eczacıbaşı | Eczacıbaşı      | 3               |                 |  |
|  |               |               |               |               | Eczacıbaşı | Eczacıbaşı      | 3               |                 |  |
|  |               |               | Busto Arsizio | Busto Arsizio | 0          |                 |                 |                 |  |
|  | Chemik Police | Chemik Police | Busto Arsizio | Busto Arsizio | 0          | 0               |                 |                 |  |
|  | Chemik Police | Chemik Police |               |               |            | 0               |                 |                 |  |
|  | Busto Arsizio | Busto Arsizio | 3             |               |            | Finale 3º posto | Finale 3º posto | Finale 3º posto |  |
|  | Busto Arsizio | Busto Arsizio | 3             |               |            |                 |                 |                 |  |
|  |               |               |               |               |            |                 |                 |                 |  |
|  |               |               |               |               |            | VakıfBank       | VakıfBank       | 3               |  |
|  |               |               |               |               |            | VakıfBank       | VakıfBank       | 3               |  |
|  |               |               |               |               |            | Chemik Police   | Chemik Police   | 0               |  |

#### Semifinali
| 4 aprile 2015 Arena Szczecin, Stettino Durata: 1h:53 - Spettatori: 3 000 | VakıfBank     | 1 - 3 | Eczacıbaşı    | 22-25, 25-16, 22-25, 22-25 |
| 4 aprile 2015 Arena Szczecin, Stettino Durata: 1h:31 - Spettatori: 4 900 | Chemik Police | 0 - 3 | Busto Arsizio | 21-25, 25-27, 21-25        |

#### Finale 3º posto
| 5 aprile 2015 Arena Szczecin, Stettino Durata: 1h:17 - Spettatori: 4 900 | VakıfBank | 3 - 0 | Chemik Police | 25-19, 25-21, 25-17 |

#### Finale
| 5 aprile 2015 Arena Szczecin, Stettino Durata: 1h:27 - Spettatori: 4 750 | Eczacıbaşı | 3 - 0 | Busto Arsizio | 25-20, 25-22, 25-21 |

## Premi individuali
| Premio                | Nome                | Squadra       |
| --------------------- | ------------------- | ------------- |
| MVP                   | Jordan Larson       | Eczacıbaşı    |
| Miglior palleggiatore | Maja Ognjenović     | Chemik Police |
| Miglior opposto       | Valentina Diouf     | Busto Arsizio |
| Miglior schiacciatore | Bethania de la Cruz | Eczacıbaşı    |
| Miglior schiacciatore | Helena Havelková    | Busto Arsizio |
| Miglior centrale      | Milena Rašić        | VakıfBank     |
| Miglior centrale      | Maja Poljak         | Eczacıbaşı    |
| Miglior libero        | Gülden Kayalar      | Eczacıbaşı    |
| Premio Fair Play      | Christiane Fürst    | Eczacıbaşı    |